# Marinekutter
Der heutige Marinekutter ist ein Bootstyp, der als Marinekutter 2. Klasse (K II K) bereits in der kaiserlichen Marine als kombiniertes Ausbildungs- und Versetzboot benutzt wurde und vor allem für den Rettungsdienst bei Unfällen eingesetzt wurde. Er diente auch als Verbindung von Schiff zu Schiff, von Schiff zu Land und umgekehrt.

## Marinekutter 2. Klasse (K II K)
Der heute bei der Deutschen Marine eingesetzte Marinekutter K II K ist ein zweimastiges Segelboot mit „Hilfsantrieb“ durch Riemen, der aus GFK hergestellt ist. Er dient vorwiegend als Ausbildungsschiff der Marine. Seine Länge beträgt 8,50 m, seine Breite 2,49 m und er führt eine Segelflächen von 27,11 m². Es gibt auch Boote mit Kraweel- oder Klinkerbeplankung sowie motorisierte Varianten.
Es findet alljährlich Marinekutterregatten zur Kieler Woche in Kiel statt.

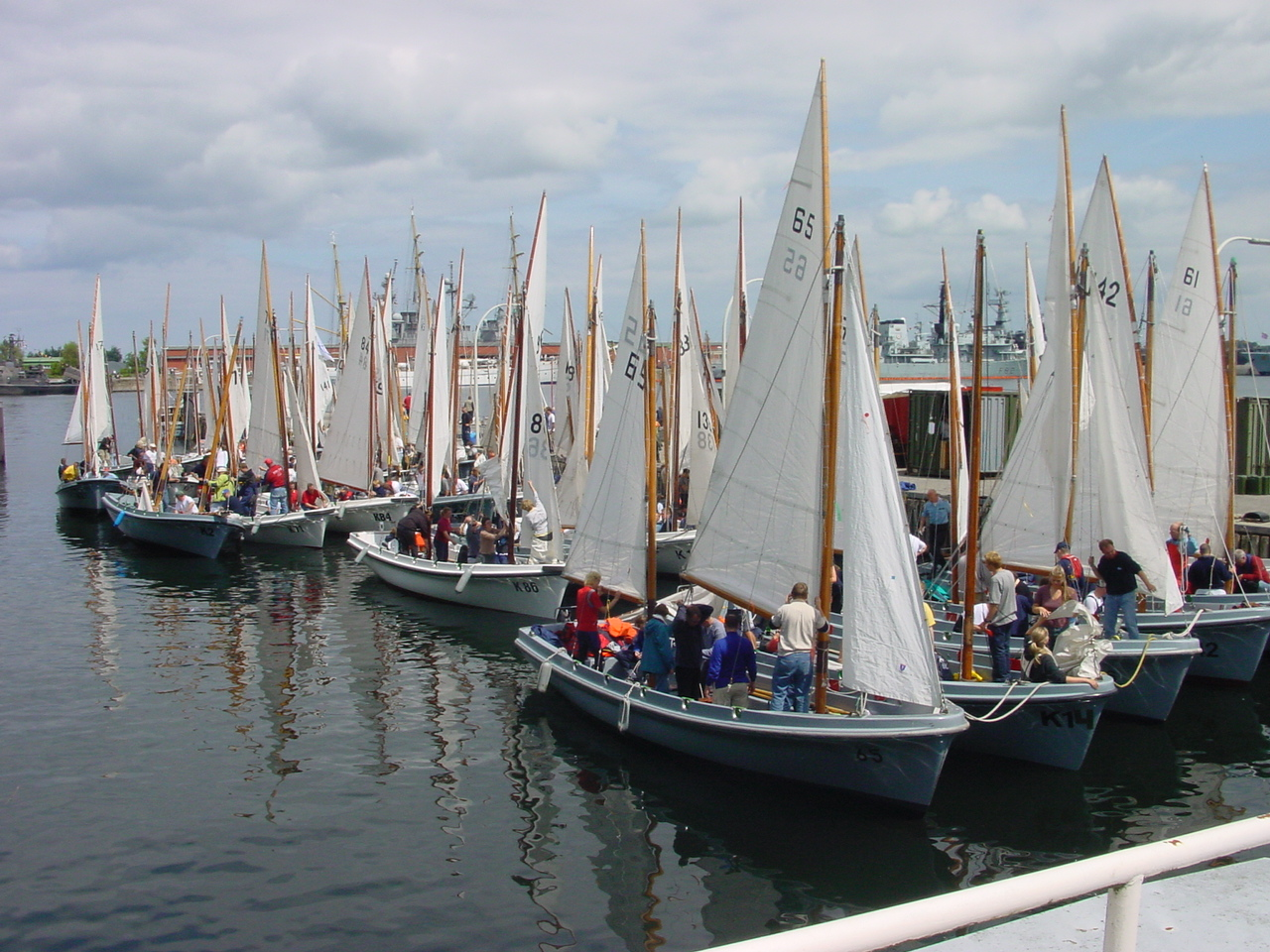
Marinekutterregatta zur Kieler Woche 2003 Auftakeln der Kutter zur Regatta
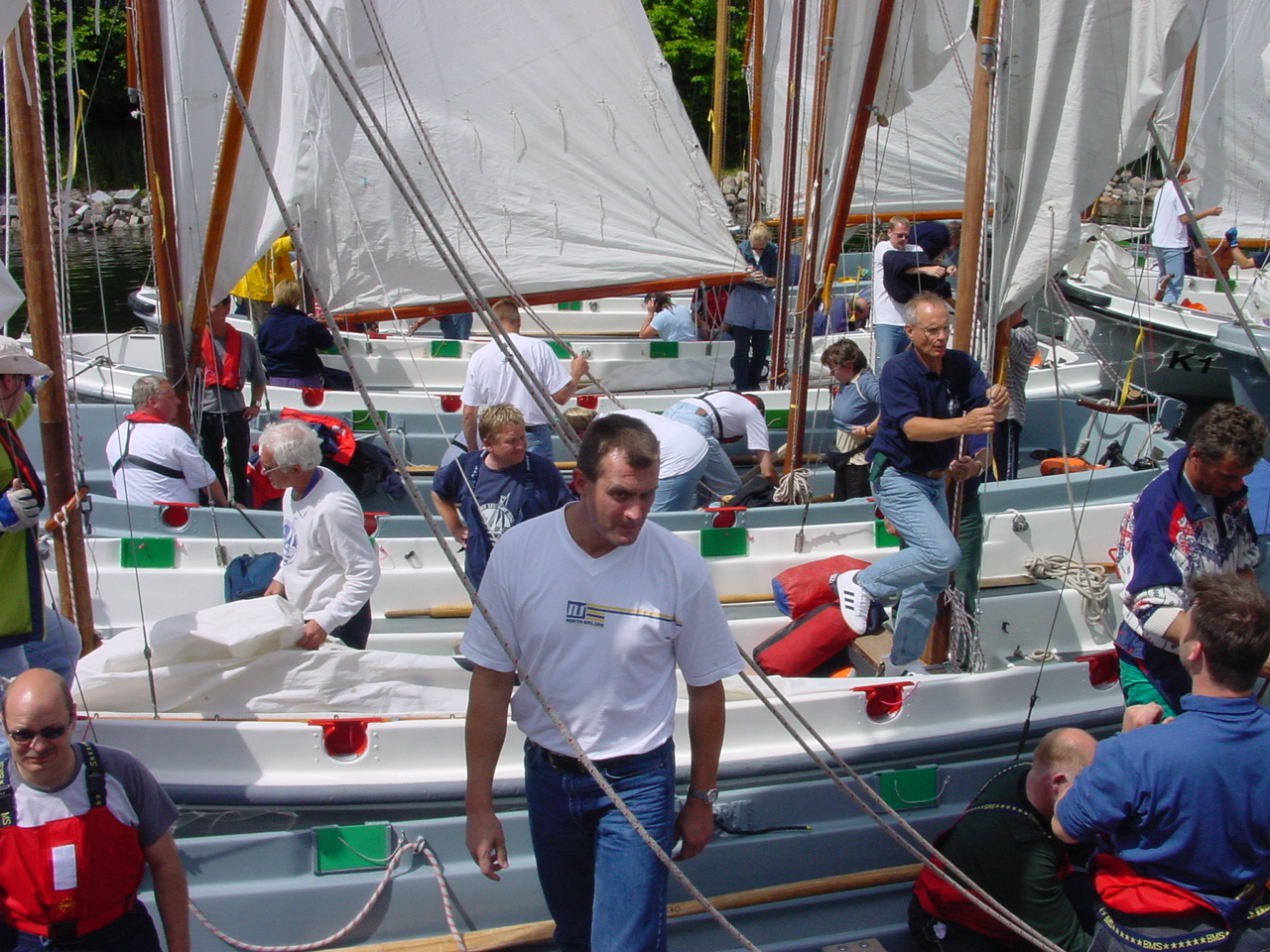
Marinekutterregatta zur Kieler Woche 2003 Auftakeln der Kutter zur Regatta
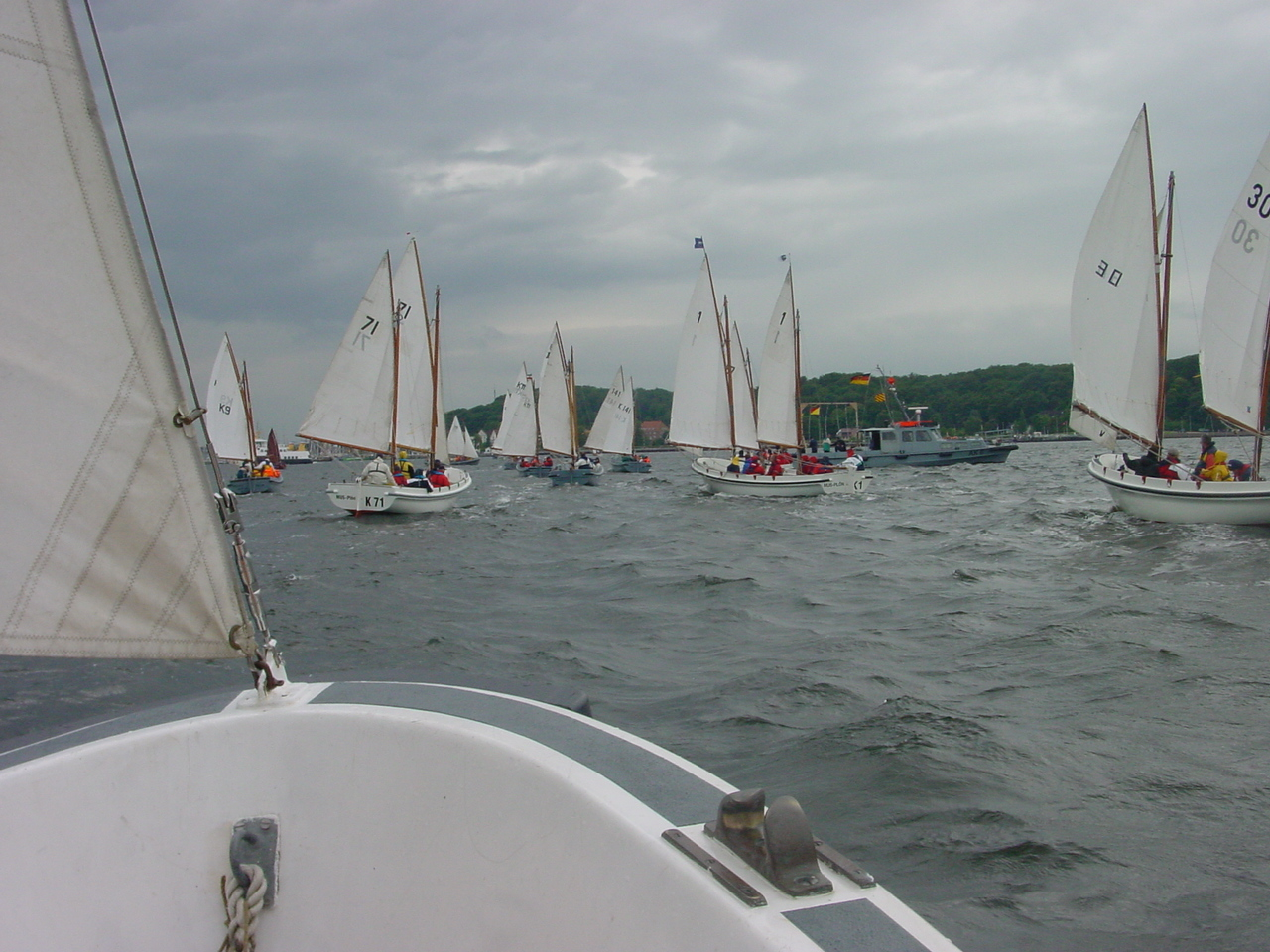
Marinekutterregatta zur Kieler Woche 2003 Marinekutter bei der Regatta
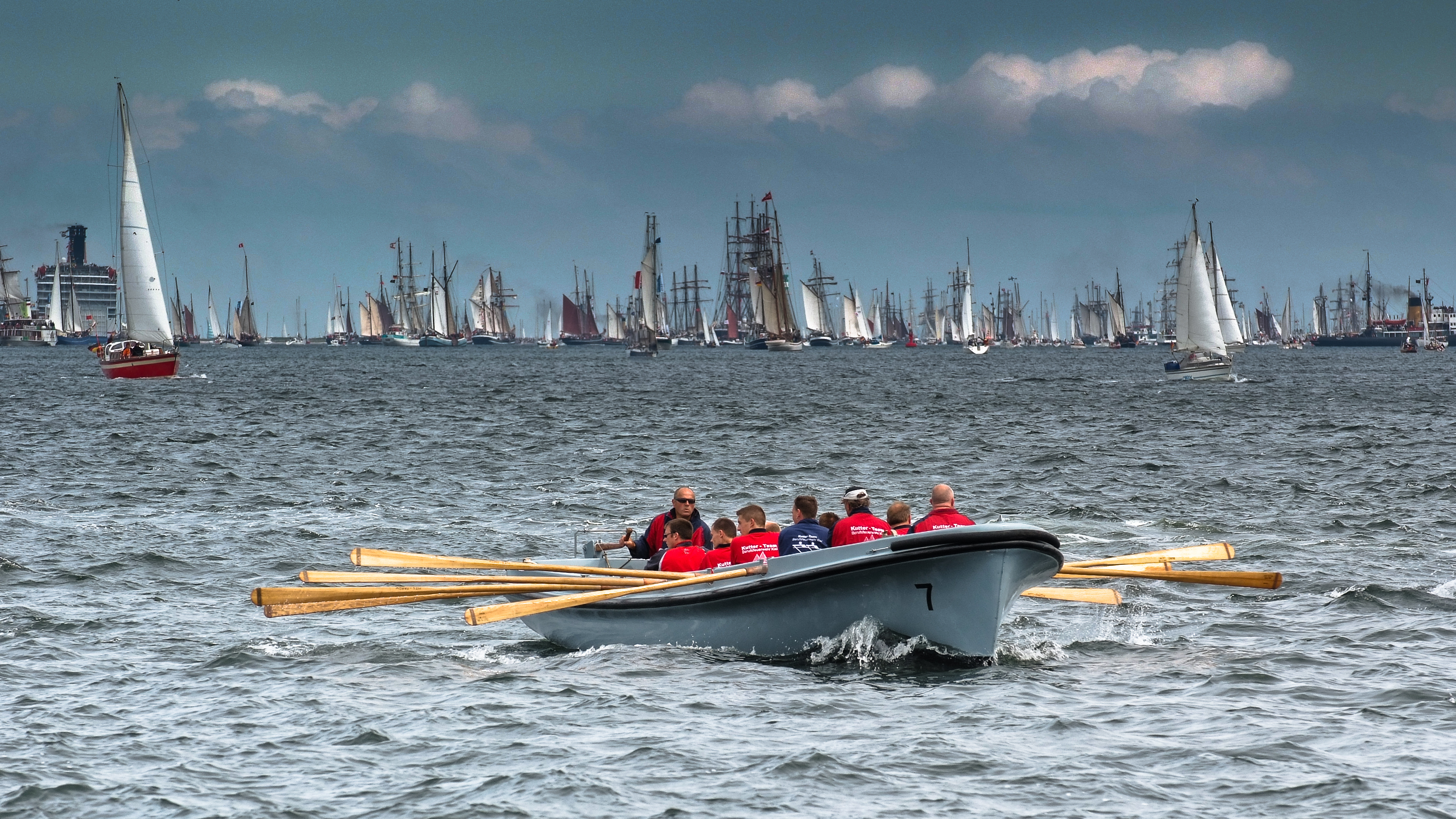
Marinekutter bei der Kieler Woche 2009

## Ähnliche Boote

### Jugendwanderkutter
Aus der Rumpfform des Kutters K II K wurde der Jugendwanderkutter (JWK) entwickelt. 1958 lief auf der Yachtwerft Martin von Cölln in Hamburg-Finkenwerder die „Oevelgönne“ (III) vom Stapel.

### Kutter ZK10
Der Segelkutter Typ ZK10 wurde in den 1960er Jahren in der DDR entwickelt und kann als Pendant zum K II K angesehen werden.